# Psychosynthese
Psychosynthese is een school binnen de transpersoonlijke psychologie die zich richt op de integratie (synthese) van verschillende psychische functies met als doel het realiseren van een gezond individu. Grondlegger van psychosynthese was de Italiaanse psychiater Roberto Assagioli (1888-1974).
Binnen het mensbeeld van de psychosynthese spelen de persoonlijkheid, de menselijke ziel en de menselijke wil een grote rol.

## Ontstaan
In 1909 schreef Carl Gustav Jung aan Sigmund Freud over “een erg prettige en misschien waardevolle kennis, onze eerste Italiaan, ene Dr. Assagioli van de psychiatrische kliniek in Florence”. Later schreef dezelfde Roberto Assagioli echter een doctoraalscriptie, “La Psicosintesi”, waarin hij afstand nam van Freuds psychoanalyse in de richting van wat hij psychosynthese noemde:
Een begin van mijn conceptie van psychosynthese is opgenomen in mijn doctoraalscriptie over psychoanalyse (1910), waarin ik enkele punten aangaf die ik als beperkingen zie van Freuds visie.
Bij het ontwikkelen van psychosynthese was Assagioli het met Freud eens dat het helen van trauma’s uit de kindertijd en het ontwikkelen van een gezond ego noodzakelijke doelen van psychotherapie zijn; hij was echter van mening dat de menselijke groei hiertoe niet beperkt kon zijn. Als student van filosofische en spirituele tradities uit zowel het Oosten als het Westen, zocht Assagioli naar wegen om zich bezig te houden met menselijke groei die verder ging dan de norm van het goed functionerende ego; hij wilde ook het tot bloei komen van het menselijke potentieel ondersteunen tot wat Abraham Maslow later zelfactualisatie noemde, en nog verder, tot de spirituele of 'transpersoonlijke' dimensies van de menselijke ervaring.
In andere woorden, Assagioli had een benadering van de mens voor ogen die zich kon bezighouden met zowel het proces van persoonlijke groei — van integratie van de persoonlijkheid en zelfverwerkelijking — als van transpersoonlijke ontwikkeling — de dimensie die bijvoorbeeld vluchtig beleefd wordt in de piekervaringen (Maslow) van geïnspireerde creativiteit, spirituele inzichten en bewustzijnstoestanden van verbondenheid. Bovendien erkent psychosynthese het proces van zelfrealisatie, van contact met en antwoord op iemands diepste roeping en richting in het leven, wat zowel een persoonlijke als transpersoonlijke ontwikkeling kan inhouden.
Psychosynthese is dan ook een van de eerste voorlopers van zowel de humanistische psychologie als de transpersoonlijke psychologie, en ontstond zelfs enkele jaren vóór Jungs breuk met Freud. Assagioli’s schepping heeft affiniteit met de existentiële-humanistische psychologie en andere benaderingen die de aard van de gezonde persoonlijkheid pogen te begrijpen, de persoonlijke verantwoordelijkheid en keuze, en de actualisatie van het persoonlijke zelf. Zijn schepping is eveneens verwant aan het veld van de transpersoonlijke psychologie, met zijn focus op hogere staten van bewustzijn, spiritualiteit en menselijke ervaring die verder gaan dan het persoonlijke zelf. Assagioli was lid van de redactieraad van zowel het Journal of Humanistic Psychology als het Journal of Transpersonal Psychology.
Assagioli presenteerde de twee voornaamste theoretische modellen in zijn boek Psychosynthese, modellen die door de jaren heen fundamenteel voor de theorie en praktijk van psychosynthese zijn gebleven. Deze twee modellen zijn 1) een diagram en beschrijving van de menselijke psyche, en 2) een fasentheorie van het proces van psychosynthese.

## Model van de psyche

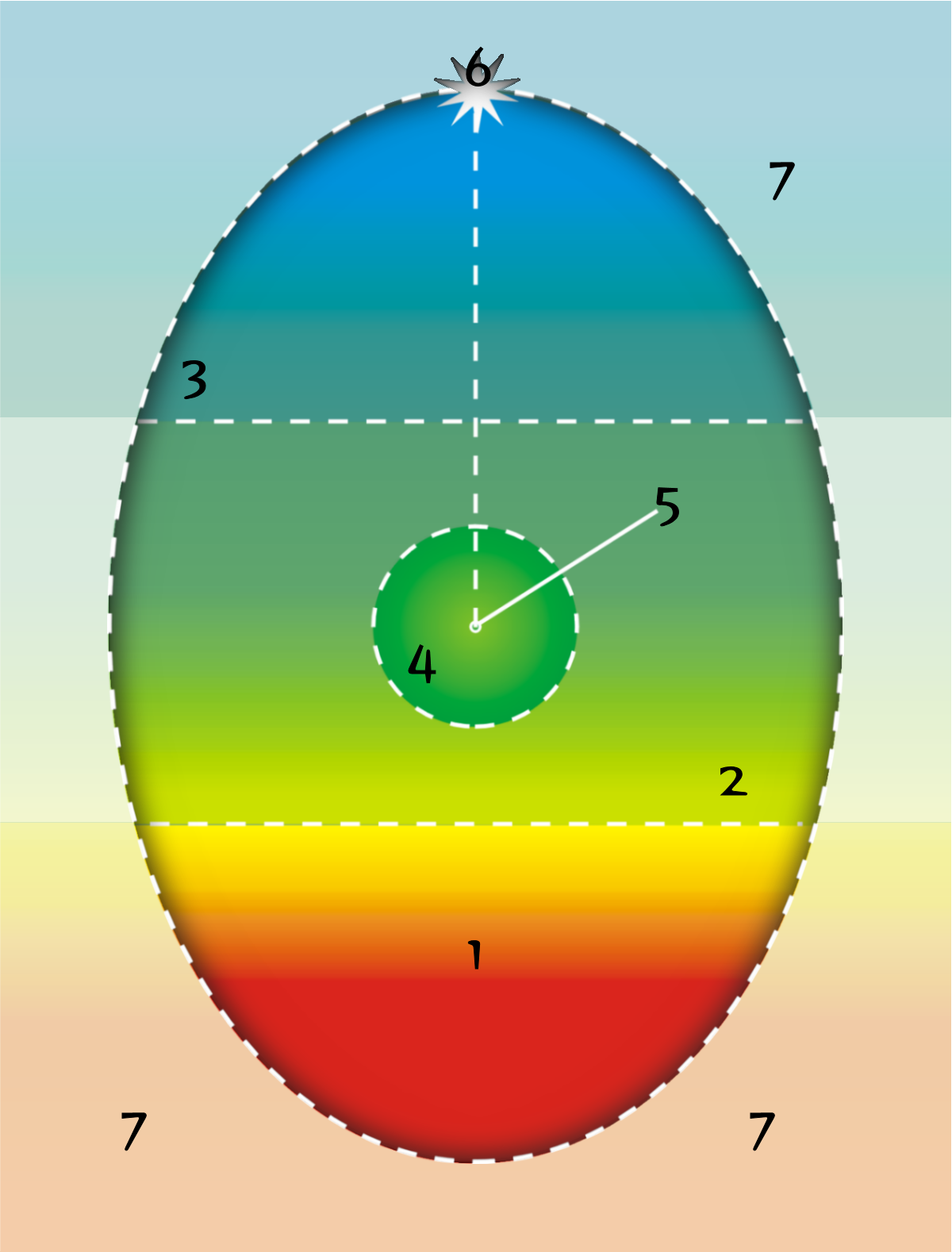
Psychosynthese eischema

De essentie van de opvattingen over de menselijke psyche binnen de psychosynthese kan worden weergegeven met behulp van het diagram rechts.
1. Het lagere onbewuste
2. Het middelste onbewuste
3. Het hogere onbewuste of bovenbewuste
4. Het veld van bewustzijn of de kernpersoonlijkheid
5. Het persoonlijke zelf, of 'ik'
6. Het hogere Zelf
7. Het collectieve onbewuste

Het lagere onbewuste (1) geeft voornamelijk ons psychologisch verleden weer in de vorm van verdrongen biologische drijfveren en driften, complexen en diep verborgen herinneringen.
Het middelste onbewuste (2) omvat alles waarvan we ons op een bepaald moment niet bewust zijn, maar waartoe we wel toegang hebben.
Het hogere onbewuste (3) is het gebied van de hogere intuïties en inspiraties op artistiek, wijsgerig en wetenschappelijk terrein, van ons ethisch besef en religieuze ervaring, en meer in het algemeen van de bewustzijnstoestanden die beschreven worden door de transpersoonlijke psychologie.
Het veld van bewustzijn (4) is dat deel van de psyche waarvan we ons rechtstreeks bewust zijn: de onophoudelijke stroom van gewaarwordingen, beelden, gedachten, gevoelens, verlangens en impulsen die wij kunnen waarnemen, analyseren en beoordelen.
Het persoonlijk zelf of ik (5) is het centrum van zuiver bewustzijn en wil; dat aspect van ons dat hetzelfde blijft gedurende het hele leven, dat niet geïdentificeerd is met delen van wie wij zijn. Het ik wordt ook wel aangeduid als de getuige, of de dirigent.
Het hogere Zelf of kortweg het Zelf (6) is onze eigenlijke kern, onze ziel, de bron van alle scheppende inspiratie. Het Zelf staat boven, en wordt niet geraakt door de stroom van gedachten en gevoelens, noch door de lichamelijke conditie. Het is het permanente centrum dat zich op het vlak van de persoonlijkheid uitdrukt in het ik en in verschillende kwaliteiten zoals liefde, wijsheid, verbondenheid, vreugde en kracht. Volgens de psychosynthese en andere stromingen binnen de transpersoonlijke psychologie is het belangrijkste doel van ons bestaan deze essentie volledig uit te drukken in het dagelijks leven. Inherent aan ons mens-zijn is een natuurlijke neiging naar ontplooiing van ons Zelf.
Onze psyche staat niet op zich. Zij baadt als het ware in de zee van het collectieve onbewuste (7). In Jungs woorden is het collectieve onbewuste "de grondvoorwaarde voor elke individuele psyche, zoals de zee de draagster is van iedere golf". Uit het collectieve onbewuste komen de universele symbolen en archetypen voort. De buitenste lijn van het diagram is een afbakening, geen afscheiding. Hij heeft veel gemeen met het membraan om een cel, dat een voortdurende en actieve uitwisseling met het gehele lichaam waartoe de cel behoort niet in de weg staat.

## Fasen
Waar Assagioli over het hierboven weergegeven model van de persoonlijkheid schrijft, stelt hij dat het een “structurele, statische, bijna ‘anatomische’ weergave is van onze innerlijke constitutie, en het dynamische aspect ervan – het belangrijkste en meest essentiële - weg laat”. Hij laat op dit model onmiddellijk een fasentheorie volgen die het proces van psychosynthese beschrijft. Dit schema kan de “fasen van psychosynthese” genoemd worden en volgt hier.
Het is van belang op te merken dat, hoewel de lineaire opeenvolging van de fasen logisch lijkt, deze fasen niet altijd in deze volgorde ervaren worden; het is geen ladder die men kan beklimmen, maar aspecten van een proces. Verder laat men deze fasen nooit achter zich; elke fase kan op ieder moment van het proces van psychosynthese aanwezig zijn.
De fasen van psychosynthese kunnen als volgt weergegeven worden:
1. grondige kennis van de persoonlijkheid,
2. beheersing van de verschillende elementen ervan,
3. realisatie van het ware Zelf - de ontdekking of schepping van een verbindend centrum,
4. psychosynthese: de vorming of reconstructie van de persoonlijkheid rond een nieuw centrum.[6]

## Citaat
Ik heb een lichaam, maar ik ben niet mijn lichaam.

Ik heb emoties, maar ik ben niet mijn emoties.

Ik heb verlangens, maar ik ben niet mijn verlangens.

Ik heb een intellect, maar ik ben niet mijn intellect.

Ik ben een centrum van zuiver zelf-bewustzijn en wil.